# Günter Behm-Blancke

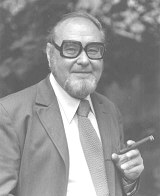
Günter Behm-Blancke, ca. 1985

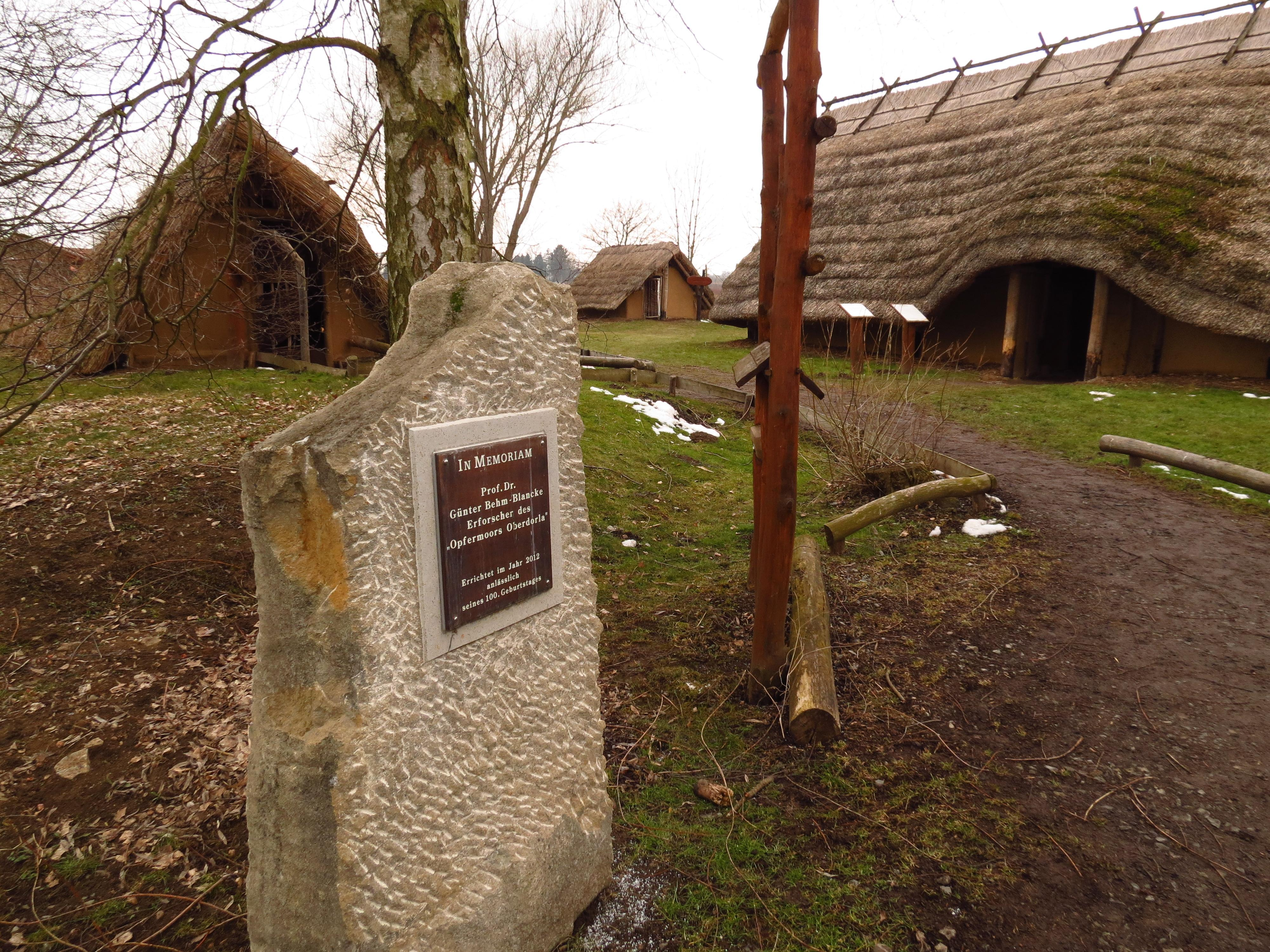
Gedenkstein im Museumsdorf am Opfermoor Vogtei

Günter Behm (seit 1953 Behm-Blancke) (* 10. März 1912 in Berlin; † 23. März 1994 in Weimar) war ein deutscher Prähistoriker. Als Direktor des Museum für Ur- und Frühgeschichte Thüringens und Hochschullehrer beschäftigte er sich intensiv mit der Ur- und Frühgeschichte Mitteldeutschlands.

## Beruflicher Werdegang und Verdienste
Günter Behm-Blancke promovierte 1943 mit der Arbeit Kultur und Stammesgeschichte der Elb-Havelgermanen des 3. bis 5. Jahrhunderts an der Berliner Universität. Er wurde im Oktober 1947 zum kommissarischen Direktor des Vorgeschichtlichen Museums des Instituts für prähistorische Archäologie der Friedrich-Schiller-Universität Jena berufen. 1949 habilitierte er sich in Jena mit einer Arbeit über Opfer und Magie im germanischen Dorf der römischen Kaiserzeit und wurde zum Dozenten für Vorgeschichte, 1951 zum Professor, 1953 zum Professor mit Lehrauftrag und 1961 zum Professor mit vollem Lehrauftrag für Ur- und Frühgeschichte (entspricht außerordentlicher Professor) ernannt. Bis zu seiner Emeritierung 1977 war Behm-Blancke ferner Direktor des Museum für Ur- und Frühgeschichte Thüringens in Weimar.
Behm-Blanckes Name ist vor allem mit den berühmten Ausgrabungen der bronzezeitlichen Kulthöhlen bei Frankenhausen und mit der Freilegung und Erforschung des Moorheiligtums von Oberdorla verbunden. Darüber hinaus baute er als Museumsdirektor von Weimar schon in den 50er Jahren ein außerordentlich gut funktionierendes Bodenpflegersystem auf. Eines seiner größten Verdienste war, dass er in vielen Vorträgen und bei Gesprächen vor Ort auch den „einfachen“ Bürgern die archäologische Tätigkeit und die daraus resultierenden Ergebnisse überaus interessant und lebhaft vermitteln konnte.

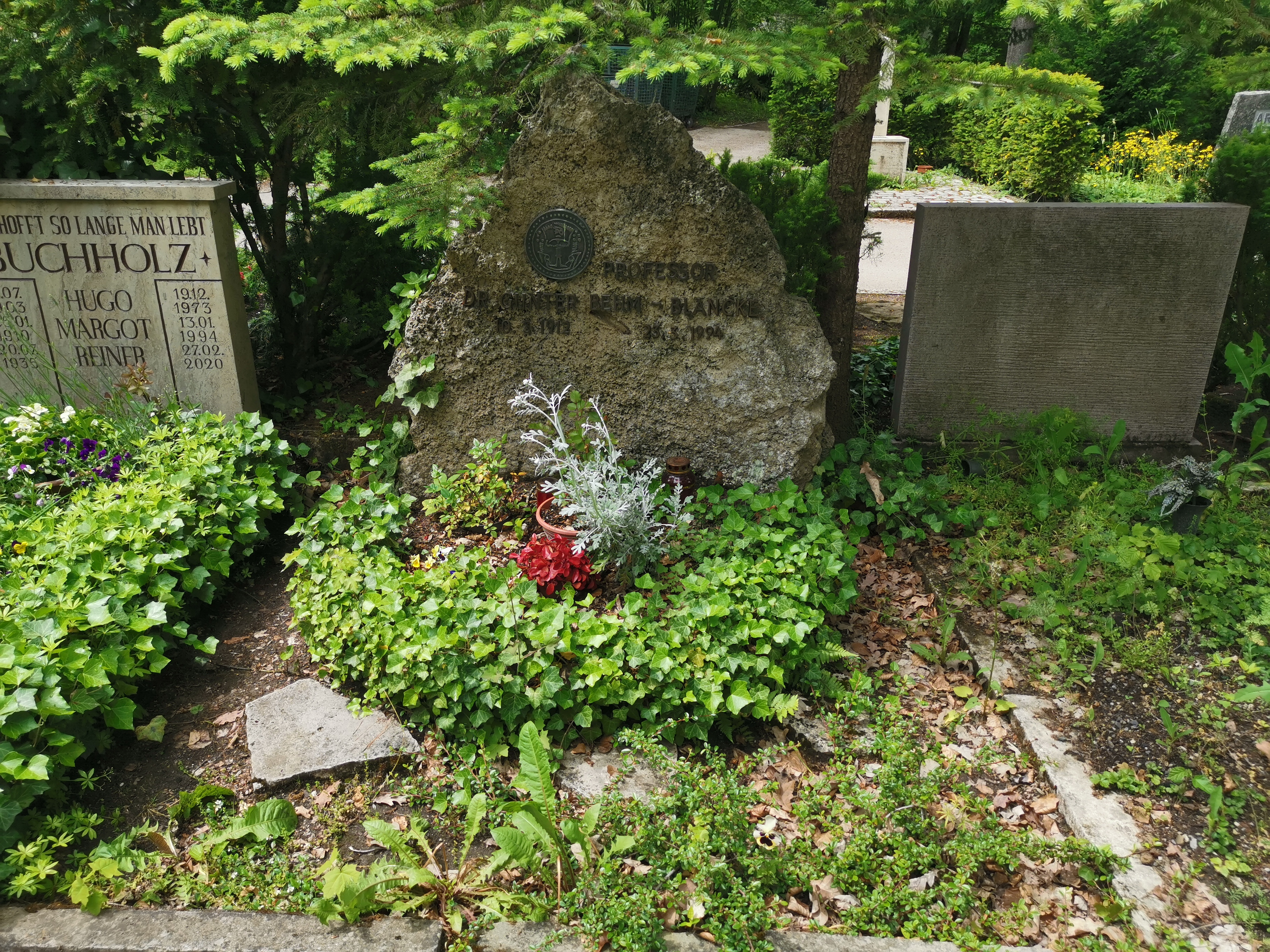
Grabstätte

Er ist auf dem Historischen Friedhof Weimar bestattet.
Anlässlich seines 100. Geburtstages wurde Behm-Blancke im Museumsdorf am Opfermoor ein Gedenkstein gesetzt.

## Schriften
- Kultur und Stammesgeschichte der Elb-Havelgermanen des 3.-5. Jahrhunderts. Opfer und Magie im germanischen Dorf der römischen Kaiserzeit, neue Ausgrabungsergebnisse. hrsg. von Jan Bemmann und Morten Hegewisch (= Beiträge zur Ur- und Frühgeschichte Mitteleuropas, Band 38), Beier & Beran, Langenweissbach 2004, ISBN 978-3-937517-09-4  (Postum erschienen, enthält sowohl die Dissertation, wie Habilitationsschrift und komplettes Schriftenverzeichnis).
- Gesellschaft und Kunst der Germanen. Die Thüringer und ihre Welt. Verlag der Kunst, Dresden 1973, DNB 740066196.
- Höhlen, Heiligtümer, Kannibalen, archäologische Forschungen im Kyffhäuser, F.A. Brockhaus, Leipzig 1958, DNB 572206534; Neuauflage: Dingsda-Verlag, Querfurt / Leipzig 2005, ISBN 3-928498-86-X.
- Opfer und Magie im germanischen Dorf der römischen Kaiserzeit, Neue Ausgrabungsergebnisse, Weimar 1948, DNB 480502714 (Habilitationsschrift Universität Jena 6. April 1948, 86 Seiten).
- Kultur und Stammesgeschichte der Elb-Havelgermanen des 3. bis 5. Jahrhunderts (= Mannusbücherei), Berlin 1943, DNB 571950892 (Dissertation an der Universität Berlin 1943, 143 Seiten).